# Karel Pius van Oostenrijk-Toscane

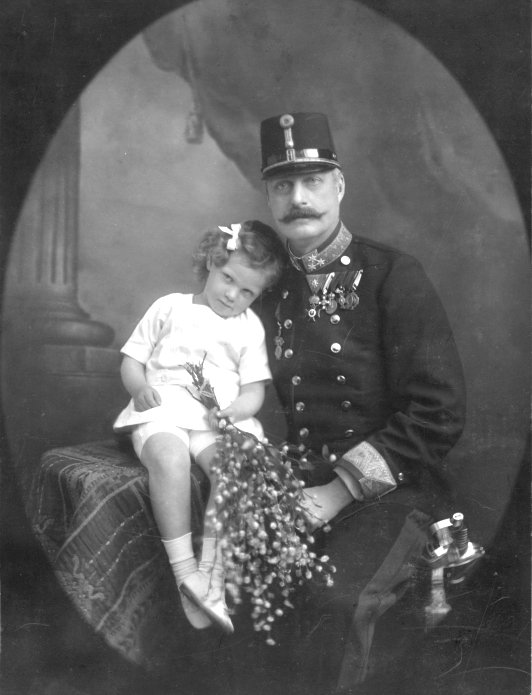
Karel Pius met zijn vader in 1913

Karel Pius Maria Adelgonde Blanca Leopold Ignaas Rafaël Michaël Salvator Cyril Angelus Barbara (Wenen,  4 december 1909 - Barcelona, 24 december 1953), aartshertog van Oostenrijk, was van 1943 tot 1953 als Karel VIII carlistisch troonpretendent. Zijn aanspraak op de Spaanse troon wordt het carloctavisme genoemd.
Karel Pius was de jongste zoon van aartshertog Leopold Salvator en de infante Blanca de Borbón, de oudste dochter van de carlistische pretendent Don Carlos (VII). Aan vaderskant was hij een achterkleinzoon van groothertog Leopold II van Toscane. In 1938 huwde hij met Christa Satzger de Balványos (1914-2001). Uit het huwelijk werden twee dochters geboren: Alexandra Blanca (1941) en Maria Immaculada Pia (1945). Het paar scheidde in 1950 omdat zijn vrouw Karel Pius' carlistische aspiraties niet deelde. De kinderen werden aan Karel Pius toegewezen.
Na de kinderloze dood van de carlistische pretendent Alfonso Carlos in 1936 ontstond er onenigheid over de opvolging. De meeste carlisten bleven uitgaan van opvolging in de mannelijke lijn en beschouwden ofwel Alfons XIII ofwel Xavier van Bourbon-Parma als opvolger. Een kleine groep zocht Alfonso Carlos' opvolger echter - geheel in strijd met de grondslag van het carlisme - in de vrouwelijke lijn. Als zodanig kwamen de kinderen van Blanca in aanmerking. Karel Pius had vier oudere broers, die echter alle ongeschikt werden bevonden: Reinier Karel (1895-1930) was kinderloos gestorven, Leopold (1897-1958) had afstand gedaan van zijn rechten, Anton (1901-1987) was gehuwd met de Grieks-orthodoxe Ileana van Roemenië en Frans Jozef (1905-1975) met een gescheiden vrouw.
Karel Pius aanvaardde in 1938 het pretendentschap. Na de Anschluss verhuisde hij naar het landgoed van zijn moeder bij Viareggio, waar hij in 1943 door een groep carlisten, de zogenaamde carlo-octavistas, werd uitgenodigd naar Spanje te komen. Hij vestigde zich vervolgens in Barcelona en kwam terecht in een milieu van samenzweringen waar zijn kans op de troon veel kleiner was dan hem werd voorgespiegeld. Hij stierf in 1953 aan een hersenbloeding. Als opvolger werd aanvankelijk zijn neef Stefan, de zoon van Anton, aangewezen, maar toen die bedankte voor de eer nam Frans Jozef het pretendentschap over.